# اسکریونر
اسکریونر (انگلیسی: Scrivener) یک برنامه پردازش کلمه است. اسکریونریک سیستم مدیریت برای اسناد، یادداشت‌ها و فراداده‌ها فراهم می‌کند. این به کاربر امکان می‌دهد یادداشت‌ها، مفاهیم، تحقیقات و کل اسناد را برای دسترسی آسان و مرجع دهی سازماندهی کند. اسکریونر الگوهایی برای فیلمنامه‌ها، داستان‌های داستانی و دست نوشته‌های غیر داستانی را ارائه می‌دهد. پس از نوشتن متن، کاربر می‌تواند آن را برای قالب بندی نهایی به یک پردازنده کلمه استاندارد، نرم‌افزار فیلمنامه‌نویسی، نرم‌افزار انتشار دسک تاپ یا TeX صادر کند.